# Epic: The Musical
Epic: The Musical (стилізований як EPIC ) — це серія концептуальних альбомів із дев’яти частин (відомих як «саги») з музикою та текстами Хорхе Рівера-Херранса, які є адаптацією давньогрецької епічної поеми «Одіссея» Гомера, яка повністю складається з пісень та натхненна музичним театром. У основі історія Одіссея, який намагається повернутися з Трої на Ітаку після десятирічної Троянської війни. Під час своєї подорожі він повинен зіткнутися з богами та монстрами, які перешкоджають його поверненню до його родини — дружини Пенелопи та сина Телемаха.
Надихаючись різними джерелами, мюзикл застосовує різні музичні жанри та наративні прийоми з аніме, відеоігор і театру. У 2021 році мюзикл набув поплярності у соцмережах, зокрема на платформі TikTok, і тоді ж зіткнувся з виробничими проблемами через судові позови між творцем Хорхе Ріверра-Херрансом та звукозаписною компанією.
Мюзикл отримав схвалення критиків за емоційну глибину та складність оповіді, яку він демонструє через формат мюзиклу.

## Сюжет

### Перший акт

#### Сага про Трою

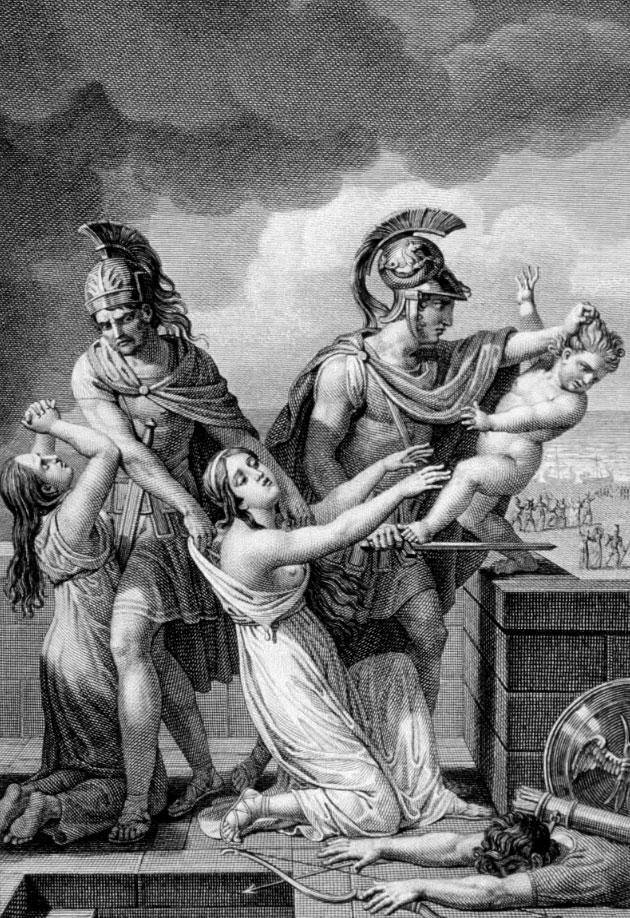
Вбивство немовляти Астіанакса руками Одіссея є ключовим моментом у Сазі про Трою.

Після десяти років боротьби у Троянській війні Одіссей разом зі своїми людьми вторгається до Трої за допомогою Троянського коня. Одіссей отримує видіння від Зевса. Він повідомляє, що Одіссей повинен вбити Астіанакса, сина принца Трої Гектора, інакше, коли хлопчик виросте, він помститься Одіссею та його родині ("The Horse and the Infant"). Одіссей вагається, тому що бачить у немовляті свого сина Телемаха, але все ж вирішує вбити хлопчика скинувши його зі стіни міста ("Just a Man").
Після знищення Трої Одіссей зі своїм флотом із 600 чоловік відправляються додому. У пошуках їжі для флоту Одіссей та його найкращий друг Політ досліджують острів ("Full Speed Ahead"). Політ намагається переконати знервованого Одіссея залишити війну позаду та «привітати світ з розкритими обіймами». Вони натрапляють на містичних лотофагів, які спрямовують їх до печери на Сході шукати їжу ("Open Arms"). Богиня Афіна, наставниця Одіссея з юності, вважає, що Одіссей став віддалятися від її суворих настанов через вплив Політа. Вона виникає перед Одіссеєм та показує йому спогад про їх першу зустріч, щоб нагадати про її очікування, які вона покладає на нього ("Warrior of the Mind").

#### Сага про циклопа

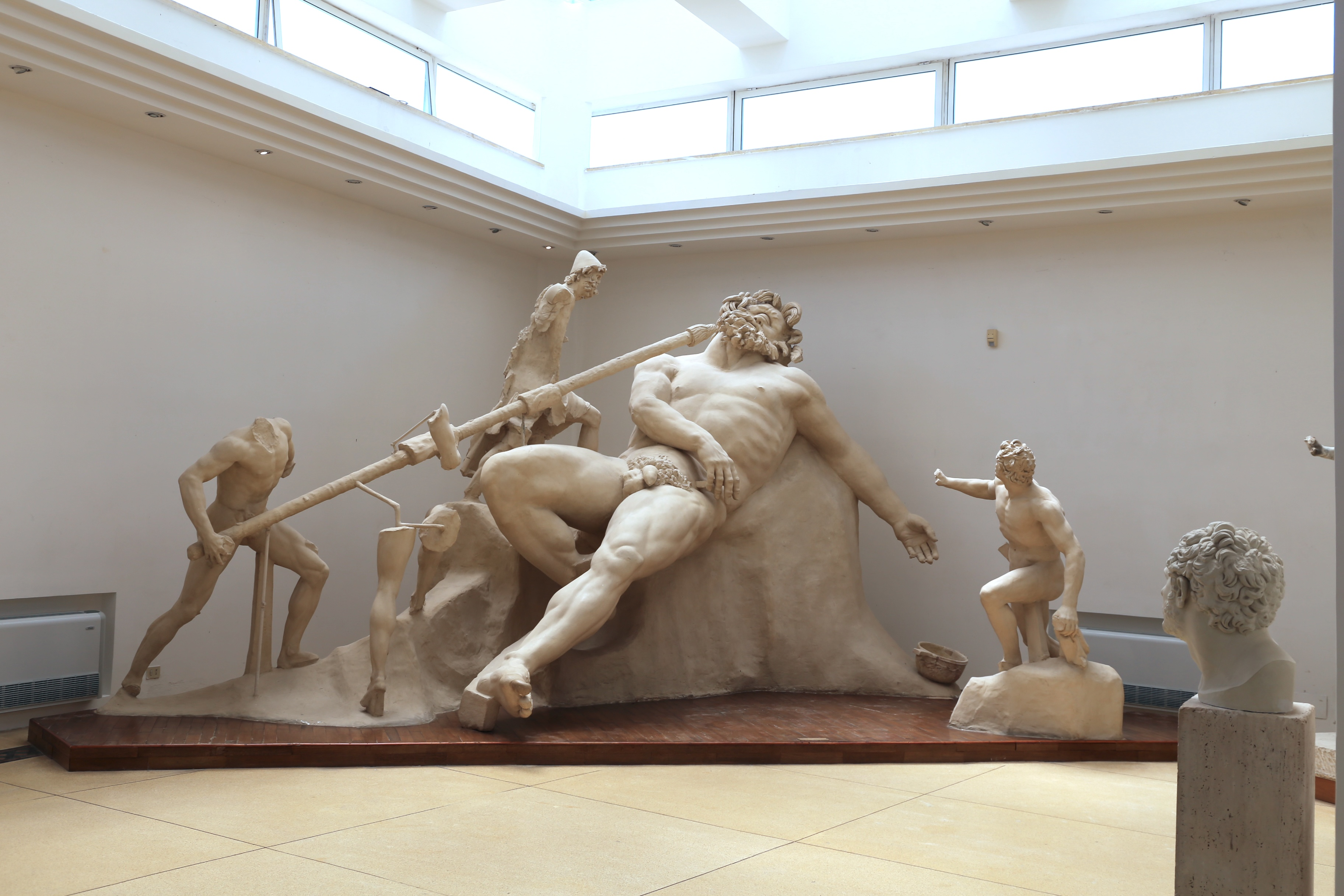
Сага про циклопа розповідає про конфлікт між людьми Одіссея та циклопом Поліфемом.

Прибувши на острів, на який їх направили лотофаги, Одіссей та розвідувальна група знаходять печеру, повну овець, одну з яких вони вбивають для поживи. Власник овець, циклоп Поліфем, розлючений смертю вівці, погрожує з'сти чоловіків. Одіссей пробує залагодити ситуація та пропонує краще грецьке вино як плату за вівцю. Поліфем приймає вино, після чого запитує Одіссея, як його звати, на що той відповідає, що його звати «Ніхто». Поліфем дякує йому за вино, але все одно атакує чоловіків ("Polyphemus"). Одіссей збирає своїх людей для боротьби з циклопом та майже перемагає, але Поліфем встигає вбити кількох чоловіків, зокрема Політа, перш ніж втратити свідомість ("Survive").
Одіссей розповідає, що він отруїв вино плодами лотоса та наказує своїм людям продовжувати боротися в пам'ять про загиблих товаришів, заточивши мечами палицю циклопа, перетворивши її на спис. Вони встропляють спис у око Поліфема, і його крик приваблює інших циклопів. Вони запитують Поліфема, хто його поранив. Він каже, що його поранив «Ніхто», на що циклопи кажуть йому мовчати, якщо ніхто його не ранив. Команда Одіссея викрадає овець та збирається тікати. Та з'являється Атена і каже Одіссею добити ворога. Одіссей ігнорує її і натомість розкриває своє справжнє ім'я через власну гординю ("Remember Them"). Атена та Одіссей сперечаються через його рішення, через що призводить до розриву їхньої дружби ("My Goodbye").

#### Сага про Океан

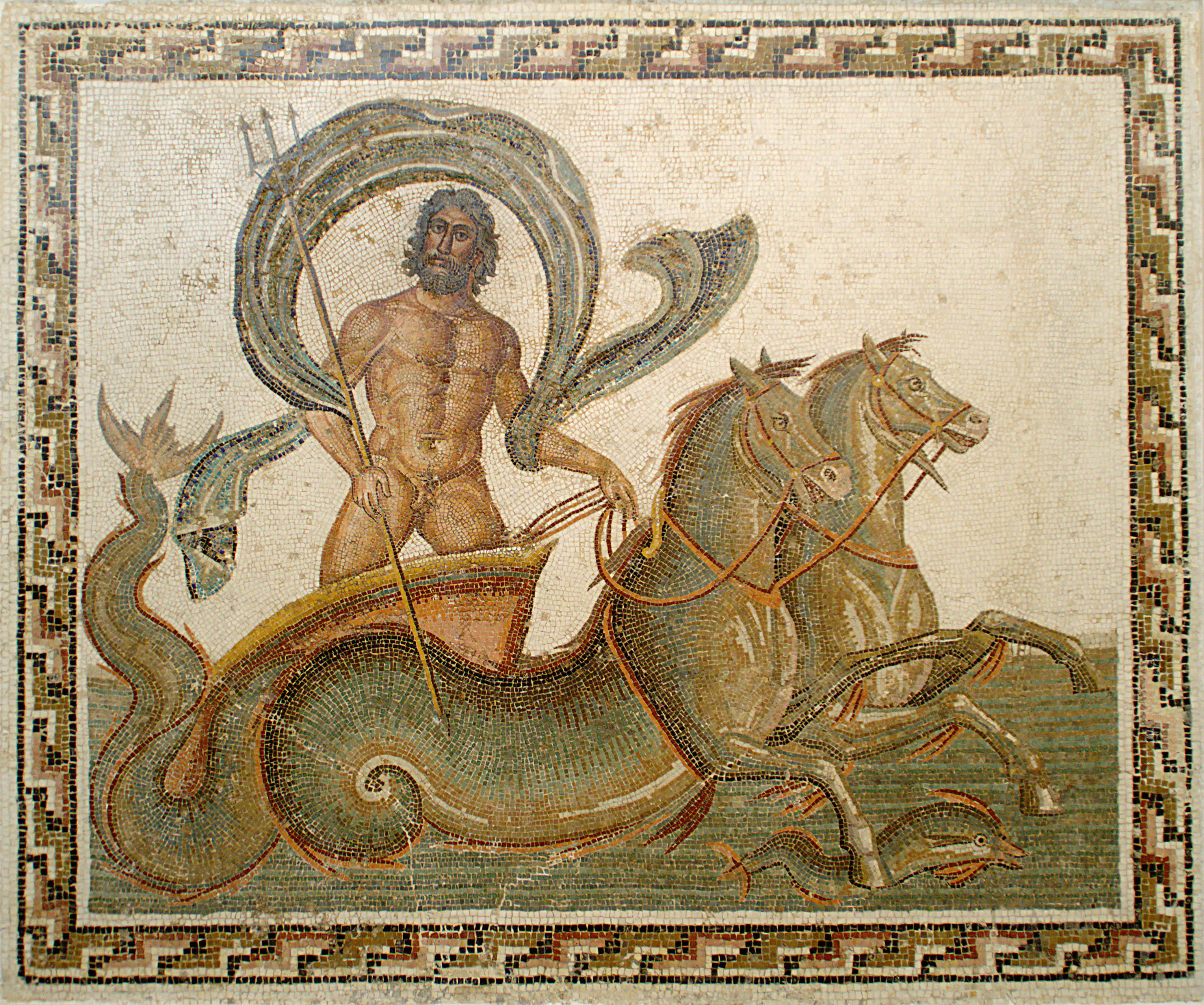
Головний антагоніст мюзиклу, Посейдон, представлений у «Сазі про океан».

Коли команда продовжує свій шлях, вони потрапляють у потужний шторм, перш ніж натрапити на плавучий острів ("Storm»). Одіссей планує відвідати острів, щоб попросити допомоги у бога вітрів Еола, але Еврілох, його заступник, попереджає, що це може бути небезпечно. Одіссей відводить Еврілоха вбік і наказує йому виконувати накази та не суперечити його планам ("Luck Runs Out").
Досягнувши острова, Еол дає Одіссею чарівний мішок із вітром, який допоможе йому повернутися додому, якщо його не відкривати. Перед відплиттям слуги Еола поширюють чутки, що в мішку захований скарб, провокуючи можливий розбрат серед команди. Одіссей та його люди майже досягають дому, але мішок відкривають, поки Одіссей спить. Одіссей і Еврілох швидко закривають мішок, щоб зберегти залишки вітру, і флот опиняється поблизу землі лестригонів ("Keep Your Friends Close").
З'являється морський бог Посейдон, який оголошує себе батьком Поліфема і клянеться помститися за біль, завданий його синові. Він топить усі кораблі, крім того, на якому перебуває Одіссей, залишаючи під його командуванням лише сорок три людини. Проте, перш ніж Посейдон встигає знищити останній корабель, Одіссей випускає залишки вітру з мішка Еола, що дозволяє йому втекти ("Ruthlessness").

#### Сага про Кірку

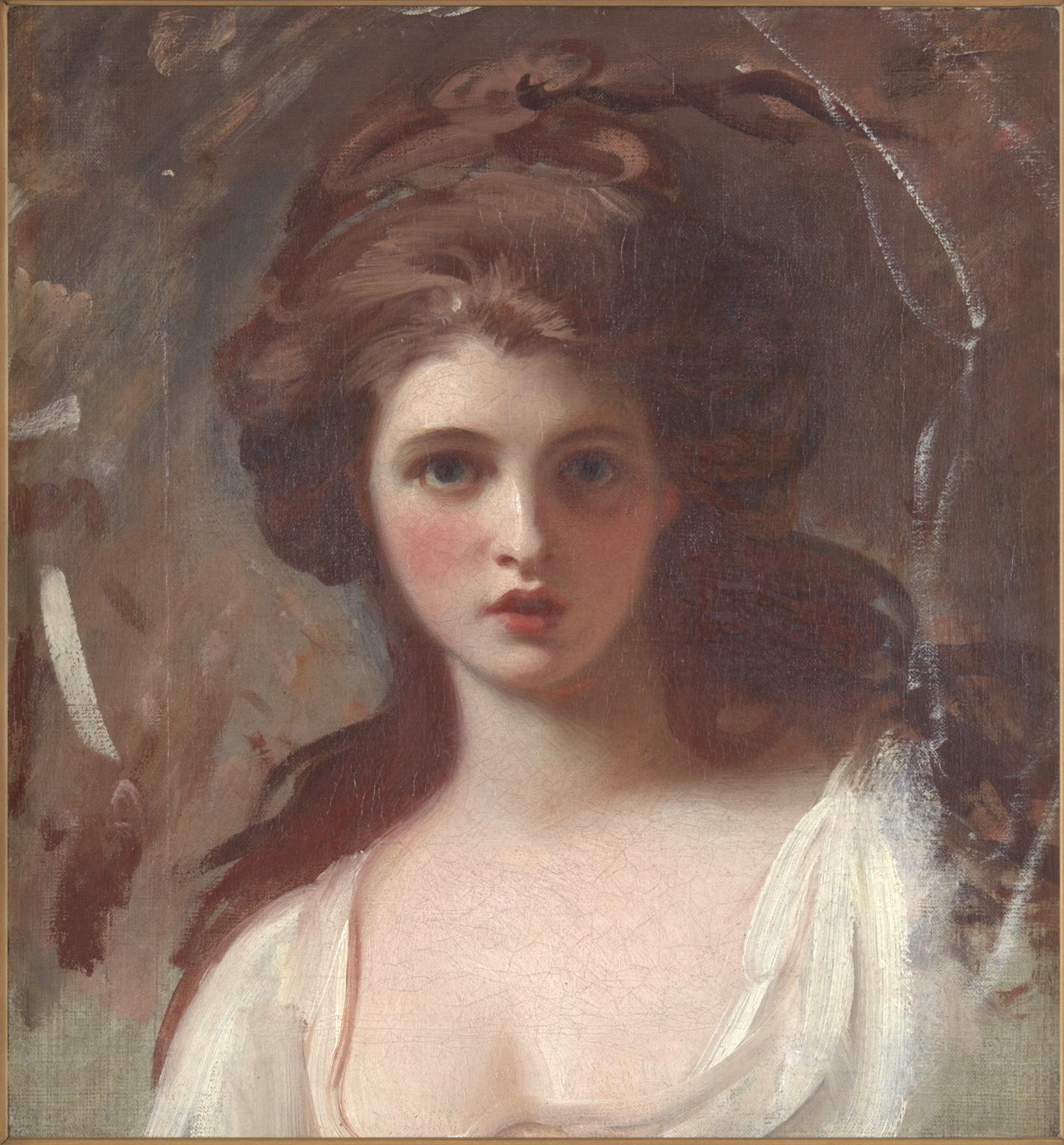
Відьма Кірка виступає антагоністом «Саги про Кірку».

Дібравшись до острову, Одіссей відсилає команду на чолі з Еврілохом для обстеження острову та його небезпек. Вони натрапляють на чародіку Кірку, яка перетворила всіх, крім Еврілоха, на свиней. Одіссей та Еврілох сперечають про те, чи варто йти визволяти команду, і зрештою Одіссей вирішує направитися до палацу Кірки ("Puppeteer"). Бог Гермес з'являється перед Одіссеєм та пропонує йому чарівну траву Молі, яка дозволяє Одессею зрівнятися силою з Кіркою (Wouldn't You Like»). Одіссей сходиться у битві з Кіркою та отримує перевагу ("Done For"). Кірка змінює тактику та намагається спокусити Одіссея, але він відкидає її залицяння, заявляючи про свій намір повернутися до його дружини Пенелопи. Кірка погоджується відпустити чоловіків, направляючи їх до потойбічного світу, де вони можуть звернутися за порадою до сліпого провидця Тіресія ("There Are Other Ways").

#### Сага про підземний світ

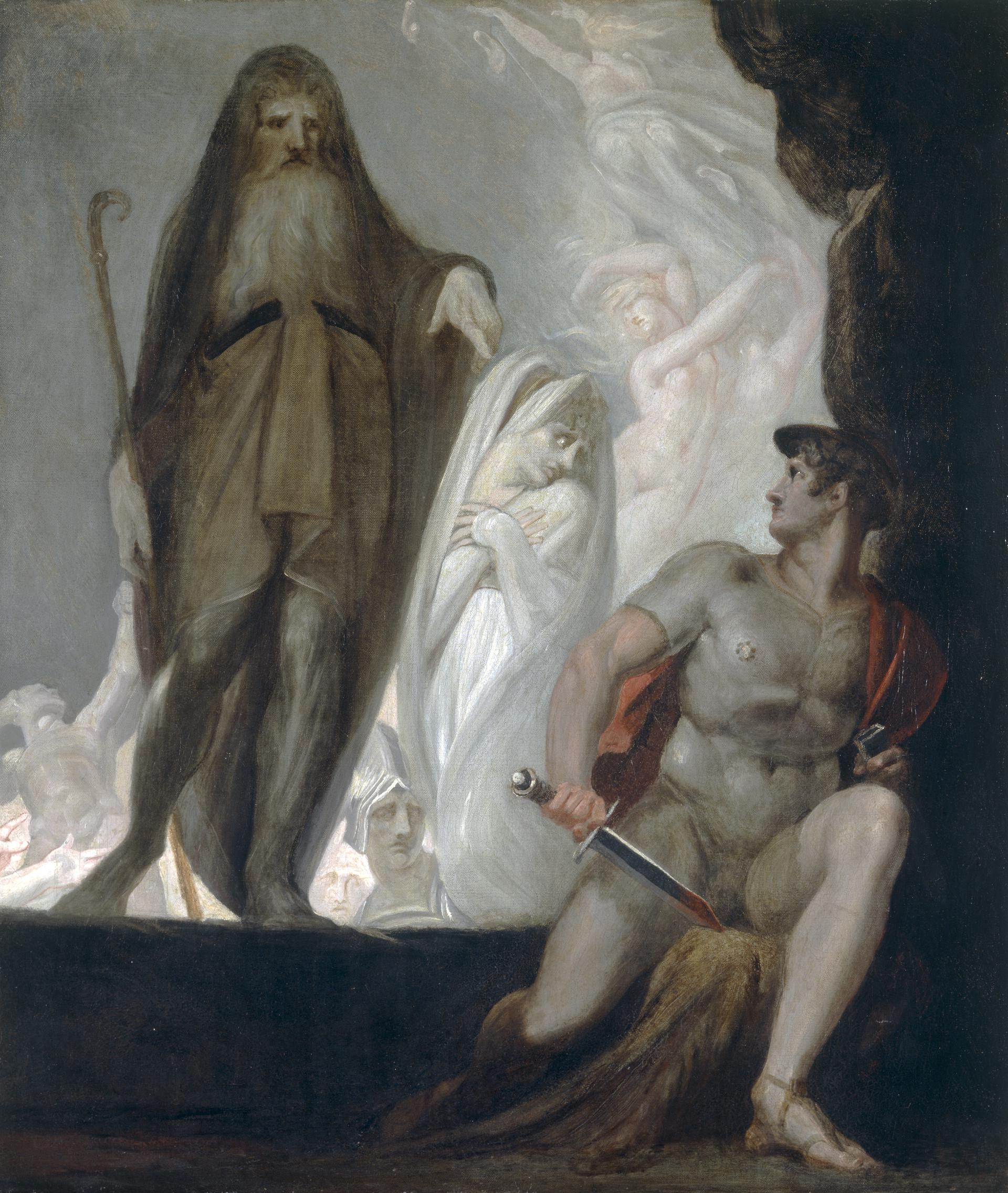
Одіссей зустрічається з духами пророка Тіресія та його матері Антіклеї у «Сазі про підземний світ».

Потрапивши у підземний світ, Одіссей та його команда бачать душі вбитих товаришів, зокрема Політа, а також Антіклеї, матері Одіссея, яка померла, чекаючи на повернення свого сина додому ("The Underworld"). Одіссей потрапляє до Тіресія, який стверджує, що попри ясне бачення минулого та майбутнього, він не бачить майбутнього, де Одіссей повертається додому неушкодженим ("No Longer You"). Горюючий Одіссей вирішує поховати свою м'яку сторону в собі, прийнявши безпощадність, та дістатися додому будь-яким способом ("Monster").

### Другий акт

#### Сага про грім

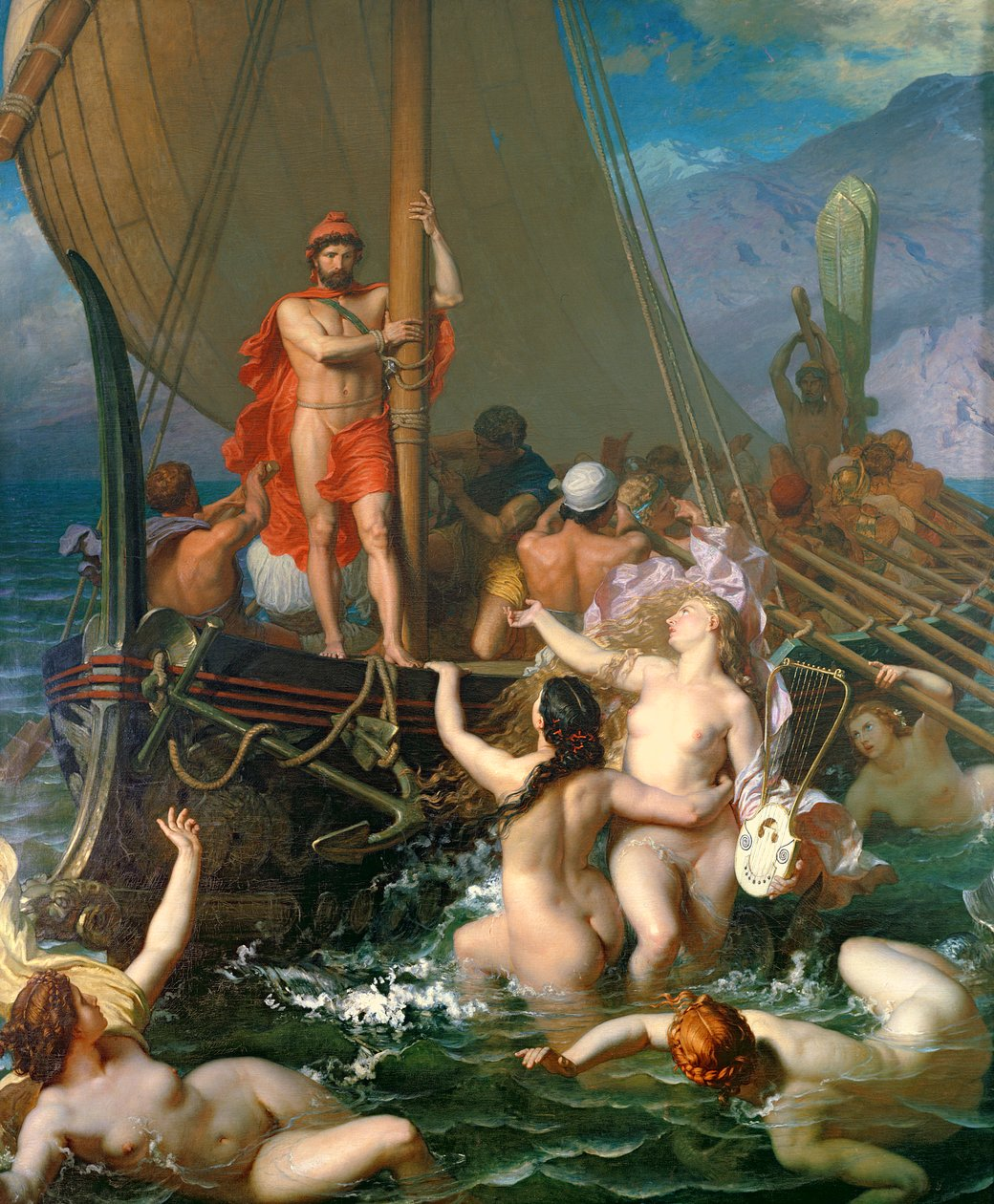
Сага про грім починається із зустрічі Одіссея з оманливими сиренами.

Під час подорожі океаном Одіссей зустрічає сирену, яка прикидається його дружиною Пенелопою. Він запитує її, як йому повернутися додому, і вона розкриває, що єдиний спосіб повернутися — це пройти через лігкво шестиголового морського чудовиська Скілли, куди навіть Посейдон не наважиться увійти. Після цього сирена каже Одіссею стрибнути до неї у воду і вона позбавить його страждань ("Suffering"). Одіссей робить вигляд, що пристав на її пропозицію, але натомість атакує її, розкриваючи її справжню сутність сирени. Він розповідає, що він та команда змогли протистояти пісні сирен завдяки бджолиному воску, яким вони заткнули свої вуха, та наказує команді виловити тих сирен, які залишилися, з води. Сирени благають про пощаду, але Одіссей клянеться не робити такої ж помилки, яку він зробив з Поліфемом, і наказує своїй команді вбити їх, заявляючи, що ні він, ні його команда більше не будуть страждати через інших ("Different Beast"). Команда вирушає до лігва Скілли, де Еврілох зізнається Одіссею, що це він відкрив мішок вітру Еола. Ігноруючи його, Одіссей наказує йому запалити шість смолоскипів та передати їх шістьом членам команди поки вони пливуть по темному лігву Скілли. Скілла, яку привабило світло, з'їдає тих, хто тримав смолоскипи, дозволяючи решті екіпажу втекти ("Scylla").
Розгніваний готовністю Одіссея пожертвувати шістьма товаришами, Еврілох очолює заколот, поранивши та ув'язнивши Одіссея. Корабель швартується на найближчому острові, який виявляється домом бога сонця Геліоса. Попри попередження Одіссея, Еврілох вбиває одну зі священних тварин Геліоса ("Mutinity"). Геліос посилає Зевса здійснити суд над екіпажем, і Зевс змушує Одіссея обирати між його власним життям та життям його команди. Врешті Одіссей вирішує пожертвувати своєю командою і Зевс вбиває всіх, окрім Одіссея ("Thunder Bringer").

#### Сага про мудрість

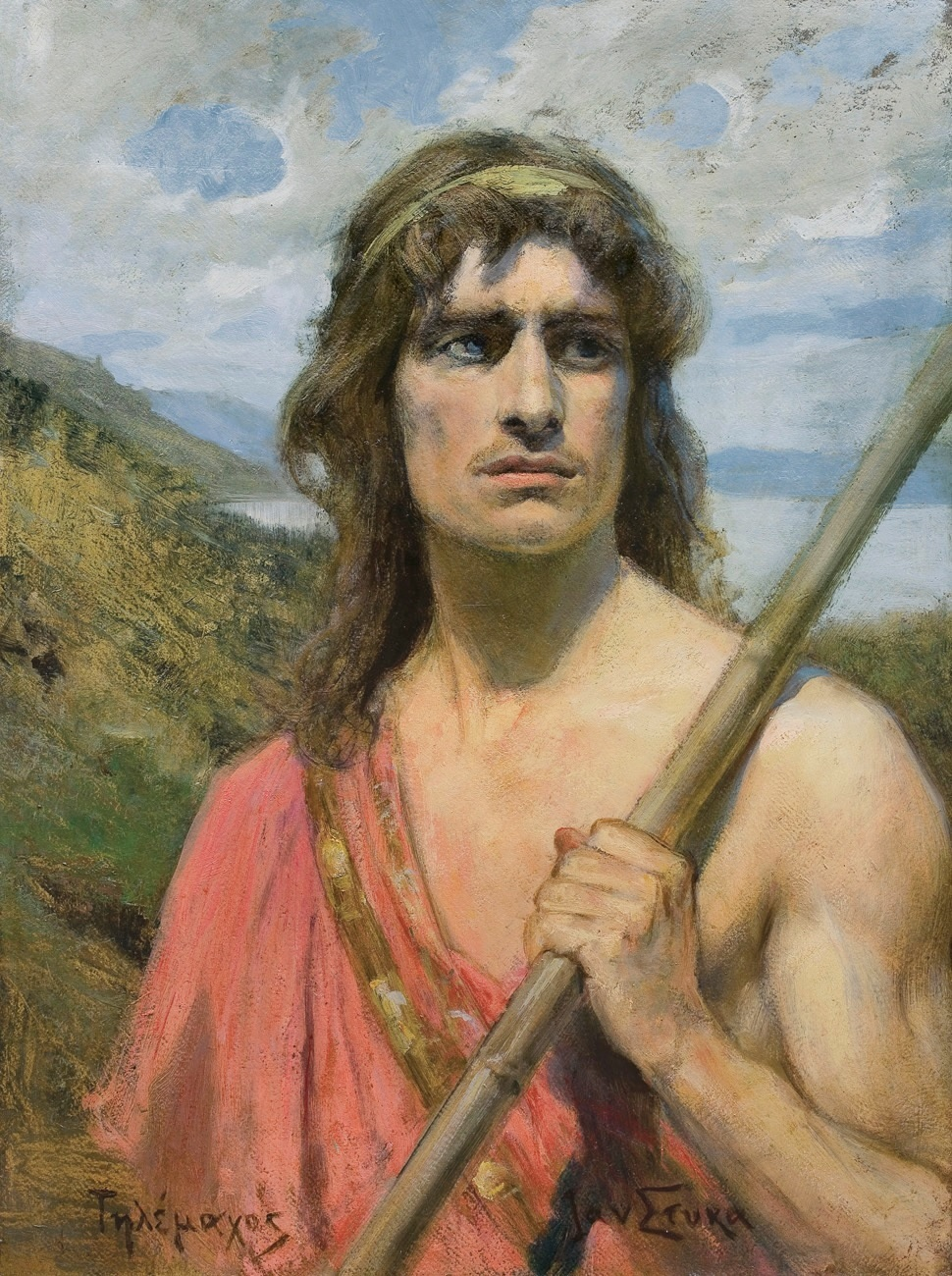
Телемах, син Одіссея, представлений у «Сазі про мудрість».

Сім років потому, у Ітаці, Телемаху вже 20 років і він прагне отримати шанс стати легендарним героєм як його батько, молячись про можливість захистити свою матір від залицяльників, які з кожним днем стають все жорстокішими ("Legendary"). Він протистоїть залицяльнику Антіною, щоб захистити честь своєї матері, але у бою зазнає лише сильного побиття доти, поки не з'являється Атена, яка простягає йому руку допомоги ("Little Wolf"). Коли Телемах питає у Атени, чому вона допомогла йому, вона рефлексує про свої взаємини з Одіссеєм та жалкує про те, як все скінчилося. Телемах, не усвідомлюючи, що вона має на увазі його батька, заохочує богиню повернутися до свого давнього друга та відновити їх стосунки ("We'll Be Fine").
Атена вирішує переглянути спогади Одіссея, щоб з'ясувати, що з ним сталося. Вона дізнається, що його на острові Огігія утримує одержима богиня Каліпсо, яка постійно намагалася закохати у себе Одіссея. З роками Одіссей все більше впадав у депресію та намагався втекти з острову. У кінці, у пориві відчаю, він згадує свою давню подругу Атену та взиває до неї ("Love in Paradise"). На горі Олімп Атена звертається до свого батька, Зевса, з проханням звільнити Одіссея, і той пропонує заклад. Він пропонує зіграти у гру, у якій Атена має переконати п'ятеро інших богів Олімпу — Аполлона, Гефеста, Афродіту, Ареса та Геру —, що Одіссей заслуговує на звільнення, і якщо вони всі погодяться — Зевс звільнить Одіссея. Використавши свою дотепність та мудрість, Атена переконує богів і вимагає, щоб Зевс виконав свою частину угоди, чим лише розлючує його. Він атакує Атену блискавкою за те, що вона зробила з нього дурня, але вона виживає та востаннє благає звільнити Одіссея ("God Games").

#### Сага про помсту

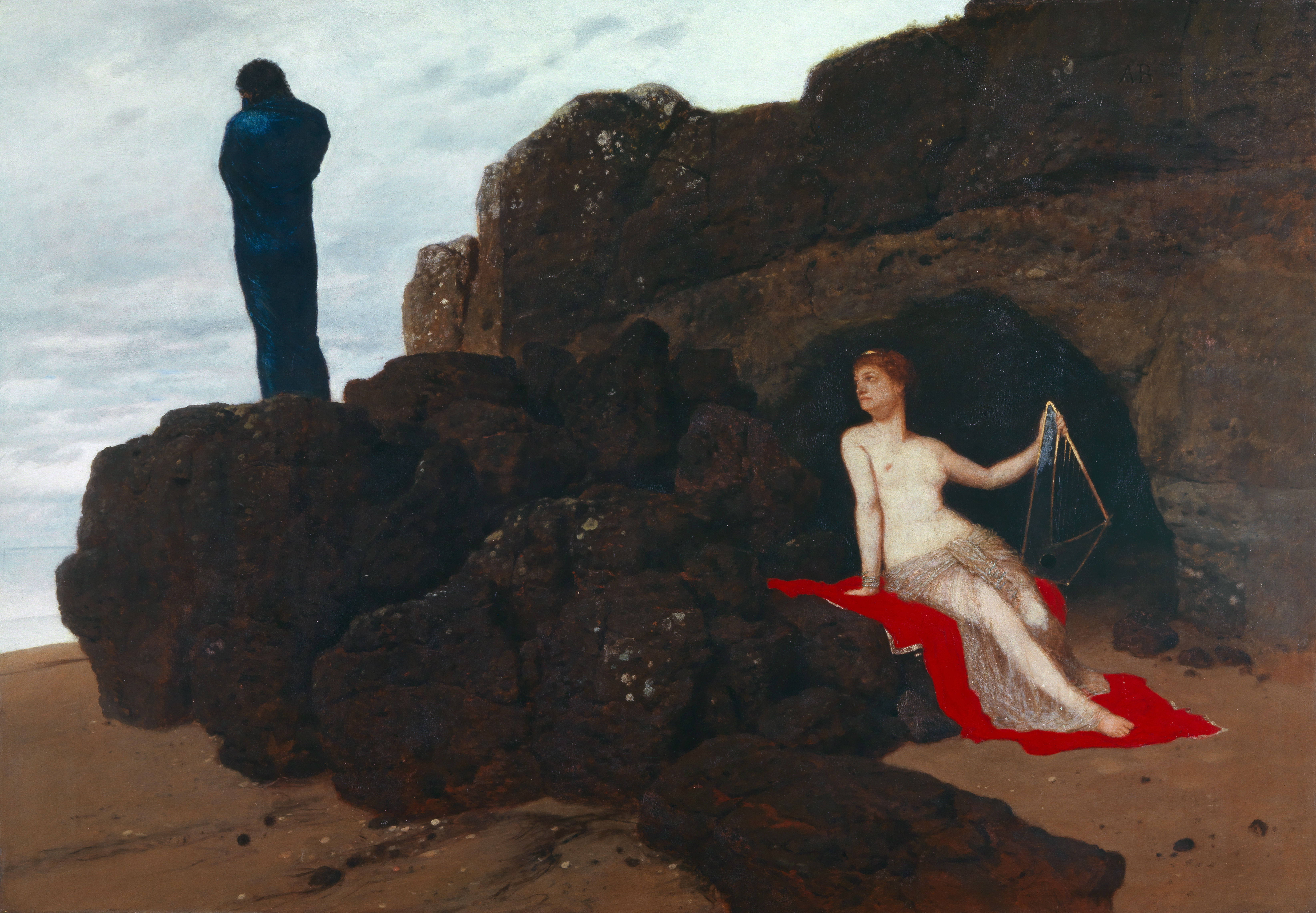
Одіссей залишає Каліпсо в «Сазі про помсту» і вирушає в останню подорож додому.

Каліпсо прощається з Одіссеєм перед тим, як він покине Оггію, каючись за біль, який вона заподіяла своєю одержимістю Одіссеєм, але заявляє, що вона не буде вибачатися за те, що кохає його ("Not Sorry For Loving You"). Після цього з'являється Гермес, пропонуючи супровід та мішок з вітром Еола, щоб допомогти Одіссею повернутися додому на саморобному плоту ("Dangerous"). Одіссей зміг уникнути морське чудовисько Харібду, після чого нарешті бачить береги Ітаки, але на його шляху знову постає Посейдон. Посейдон ставить ставить Одіссею ультиматум: потонути, або спостерігати, як Ітаку накриє припливна хвиля. У результаті Одіссея затягує на дно океану ("Get in the water"), але він відкриває мішок з вітром, щоб востаннє дати відсіч, завдаючи Посейдону шістсот ударів за шістсот погублених життів його товаришів. Посейдон каже Одіссею, що той втратив свій останній шанс повернутися додому, відкривши мішок та випустивши бурю Посейдона. Одіссей катує Посейдона, пронизуючи бога його власним тризубом, змушуючи поступитися та відізвати шторм ("Six Hundred Strikes"). 

#### Сага про Ітаку

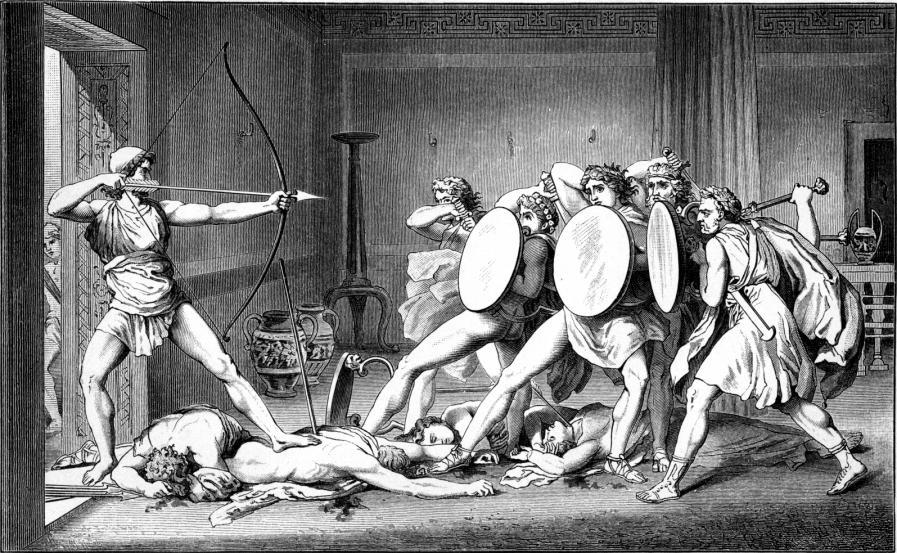
Постій Одіссея проти залицяльників Пенелопи зображений в «Сазі про Ітаку».

У Ітаці Пенелопа сприймає бурю Посейдона як знак, що її життя незабаром зміниться і кидає практично неможливий виклик залицяльникам, обіцяючи вийти заміж за того, хто зможе натягнути старий лук Одіссея та пуситити стрілу так, що та пройде крізь наконечників дванадцяти сокир ("The Challange"). Після проваленого виклику та з розумінням, що Пенелопа не має жодного наміру дозволити їм зайняти трон, Антіной збирає женихів, щоб убити Телемаха і зґвалтувати Пенелопу, але натомість його насмерть вбиває стріла ("Hold them down"). Стрільцем виявляється Одіссей, що тільки повернувся додому, розлючений діями та планом залицяльників. Одіссей швидко вбиває решту з них, ігноруючи благання про пощаду. Телемах доєднується до битви, але противники переважають його кількістю, поки Одіссей не приходить йому на допомогу та вбиває тих, хто залишився ("Odysseus").
Після битви Телемах та Одіссей возз'єднуються після 20 років розлуки. Коли Телемах йде, щоб покликати Пенелопу, Атена постає перед Одіссеєм та розмірковує про більш мирний світ, але Одіссей каже, що він ніколи не доживе до такого світу ("I Can't Help but Wonder"). 
Нарешті Одіссей знову зустрічає Пенелопу, але на його думку, він вже не є тим чоловіком, якого вона колись покохала. Вона питає Одіссея, що він такого зробив, і той розповідає всі жахи, через які пройшов і що заподіяв людям та іншим, щоб дістатися додому до неї. Пенелопа просить його пересунути їх весільне ложе, на що Одіссей, розлючений таким проханням, відповідає, що це неможливо, адже воно викарбуване у оливковому дереві під яким вони вперше зустрілися, і єдиний спосіб його позбутися — вирвати дерево з коренем. Пенелопа заявлає, що лише її чоловік міг знати це, і Одіссей все ще той самий чоловік, якого вона колись покохала та за якого вийшла заміж. Вона стверджує, що буде закохуватися у нього знову і знову, і незвважаючи на обставини, він завжди буде її чоловіком. Врешті, вони обидвоє освідчуються у коханні одне до одного ("Would You Fall in Love with Me Again").

## Акторський склад
Більшість акторського складу мюзиклу було обрано на прослуховуваннях у TikTok.
- Jorge Rivera-Herrans — Одіссей, Лотофаги, Поліфем, циклопи, ансамбль
- Luke Holt — Зевс, Ельпенор, ансамбль
- Armando Julian — Еврілох, ансамбль
- Steven Dookie — Політ
- Teagan "TE/MO" Earley — Атена
- Ayron Alexander — Перімед, Антіной, ансамбль
- Kira Stone — Еол
- Anna Lea — Пенелопа, сирени
- Miguel "MICO" Veloso — Телемах
- Steven Rodriguez — Посейдон
- Talya Sindel — Кірка
- Troy Doherty — Гермес, ансамбль
- Wanda Herrans — Антіклея
- Mason Olshavsky — Тіресій
- KJ Burkhauser — Скілла
- Barbara Wangui — Каліпсо
- Brandon McInnis — Аполлон
- Mike Rivera — Гефест
- Janani K. Jha — Афродіта
- Earle Gresham Jr. — Арес
- Sarah "POESY" Botelho — Гера
- Diana Rivera-Herrans — Принцеса Вініон
- Dennis Diaz — Еврімах, ансамбль
- Tristan Caldwell — Амфіном, ансамбль
- Jamie Wiltshire — Мелантій, ансамбль

## Музичні номери
Акт І
Сага про Трою
- "The Horse and the Infant" – Одіссей, Зевс, грецькі воїни та ансамбль
- "Just a Man" – Одіссей і грецькі солдати
- "Full Speed Ahead" – Одіссей, Еврілох, Політ і грецькі солдати
- "Open Arms" – Одіссей, Політ та Лотофаги
- "Warrior of the Mind" – Одіссей, Атена та ансамбль

Сага про циклопа
- "Polyphemus" — Одіссей, Поліфем, Еврілох і Політ
- "Survive" —  Поліфем, Одіссей, Політ, грецькі солдати та ансамбль
- "Remember Them" — Одіссей, Еврілох, Поліфем, Атена, грецькі солдати та циклопи
- "My Goodbye" — Одіссей, Атена та ансамбль

Сага про океан
- "Storm" — Одіссей, Еврілох, Перімед, Ельпенор та грецькі солдати
- "Luck Runs Out" — Одіссей, Еврілох та грецькі солдати
- "Keep Your Friends Close" — Одіссей, Еол, Вініони, Перімед, Ельпенор, Пенелопа, Телемах, Еврілох, Посейдон та грецькі солдати
- "Ruthlessness" — Посейдон, лестригонці, Одіссей, грецькі солдати та ансамбль

Сага про Кірку
- "Puppeteer" — Одіссей, Еврілох, Кірка та грецькі солдати
- "Wouldn't You Like" — Одіссей, Гермес та ансамбль
- "Done For" — Одіссей та Кірка
- "There Are Other Ways" — Одіссей, Кірка та грецькі солдати

Сага про підземний світ
- "The Underworld" — Одіссей, грецькі солдати, загиблі грецькі солдати, Політ та Антіклея
- "No Longer You" — Тіресій та Одіссей
- "Monster" — Одіссей та грецькі солдати

Акт II
Сага про грім
- "Suffering" — сирена та Одіссей
- "Different Beast" — Одіссей, сирени та грецькі солдати
- "Scylla" —  Одіссей, Скілла, Еврілох та грецькі солдати
- "Mutinity" — Еврілох, Одіссей, Перімед та грецькі солдати
- "Thunder Bringer" — Зевс, Одіссей, Пенелопа, Еврілох та грецькі солдати

Сага про мудрість
- "Legendary" — Телемах, Антіной і залицяльники
- "Little Wolf" —  Антіной, Атена, Телемах, залицяльники
- "We'll Be Fine" — Атена і Телемах
- "Love in Paradise" — Атена, Одіссей, Еол, Посейдон, Кірка, Тіресій, грецькі солдати, Скілла, Еврілох, Каліпсо, Політ і Антіклея
- "God Games" — Атена, Зевс, Аполлон, Гефест, Афродіта, Арес, Гера та ансамбль

Сага про помсту
- "Not Sorry for Loving You" — Одіссей, Каліпсо та ансамбль
- "Dangerous" — Одіссей, Гермес і вініони
- "Charybdis" — Одіссей
- "Get in the Water" — Посейдон, Одіссей, Політ, Еврілох, Антіклея, грецькі солдати та ансамбль
- "Six Hundred Strike" — Одіссей, Посейдон і ансамбль

Сага про Ітаку
- "The Challange" — Пенелопа, залицяльники та ансамбль
- "Hold Them Down" — Антіной і залицяльники
- "Odysseus" — Одіссей, залицяльники, Еврімах, Амфіном, Мелантій, Телемах та ансамбль
- "I Can't Help but Wonder" — Одіссей, Телемах і Атена
- "Would You Fall in Love with Me Again" — Одіссей і Пенелопа

## Виробництво
Epic: The Musical розпочато у 2019 році як випуска дисертація Хорхе Рівери-Херранса в Університеті Нотр-Дам, але набув широкої популярності у 2021 році, коли він почав публікувати відео, у яких документував свій творчий процес у TikTok. Перша частина мюзиклу «Сага про Трою» вийшла у грудні 2022 року, а незабаром на початку 2023 року вийшла «Сага про циклопа». Проєкт застряг у виробничому пеклі на рік через судовий процес за участю Рівери-Херранса та компанії звукозапису. Третя частина, «Сага про океан», вийшла у грудні 2023 року.
У 2023 році компанія звукозапису Blair Russell Productions подала позов проти Хорхе, вимагаючи визнати, що вони володіють повними авторськими правами на перші дві саги мюзиклу. Рівера-Херранс подав зустрічний позов, стверджуючи, що він був ексклюзивним сценаристом, музичним керівником і головним виконавцем. Судові позови спричинили розходження між компанією звукозапису та Хорхе, і в результаті останній заснував Winion Entertainment як незалежну звукозаписну компанію. Акторський склад мюзиклу перезаписав перші дві саги, щоб випустити їх окремо.
Остання сага, Сага про Ітаку, вийшла 25 грудня 2024 року. Того ж місяця стало відомо, що у виробництві знаходяться дві відеогри, і тривали переговори щодо можливого створення анімаційного фільму, сценічної адаптації та третьої відеогри заснованої на мюзиклі.

## Аналіз
Мюзикл розділений на дев'ять концептуальних альбомів, які називаються «сагами», кожна з яких складається з трьох—п'яти пісень. Кожна сага відображаю певну арку Одіссеї.
Дев'ять саг розділені на два акти, кожен з яких становить половину мюзиклу.
Персонажів у мюзиклі відображаються різніми вокалістами, де голосом головного героя історії Одіссея є сам Хорхе Рівера-Херранс. При розробці мюзиклу він надихався музичною композицією 1936 року «Петрик і вовк», яка позначає різних персонажів за допомогою різних інструментів. Використовуючи цей прийом, Epic передає символізм через звучання музичних інструменти, де Одіссей представлений через гітару, Атена — піаніно, Еол — хоровий вокал та флейти, Телемах — гітара та піаніно, таким чином демонструючи, який вплив на нього має Одіссей як його батько, і Атена як його наставниця.
Цю техніку також застосовують для форшадовінгу, як, наприклад, у пісні "Suffering", де Пенелопа не представлена звичною для її персонажа скрипкою, що підказує, що це насправді замаскована сирена. Магію у мюзиклі представляють через електронні музику, де інструменти, такі як синтезатори, з'являються все частіше, коли в історії з'являється більше магічних та божественних елементів.
Пісні мюзиклу охоплюють низку музичних жанрів: поп, електронна музика, рок, оркестрову та етічну музику. Мюзикл надихався оповіддю та музикою з різних творів, зокрема роботами Лін-Мануеля Міранди, а також аніме-сюжетами та механікою відеоігор.
Через це натхнення відеоіграми, в оповіді «саги» слугують певними «рівнями», зазвичай переростаючи у драматичні «бої з босами» у кінці. Мюзикл має відхилення від оригінальної «Одіссеї». Основною темою мюзиклу є моральні дилеми Одіссея, які у першоджерелі відсутні. Смерть є ще однією провідною темою мюзиклу і кожна наступна сага стає лірично темнішою, таким чином передаючи біль, який відчував Одіссей через ті втрати, які він зазнавав.
Мюзикл використовує лейтмотиви для підсилення тематичних паралелей впродовж всієї історії, наприклад, мотив "Danger is Nearby", який є передвіщенням майбутньої небезпеки.  Слова та фрази з попередніх пісень також часто повторюються у наступних композиціях для підсилення оповіді, як от питання "When does a man become a monster?", яке вперше постає у Сазі про Трою, або слова "Ruthlessness is mercy upon ourselves", яку вперше заспівав головний антагоніст Посейдон.
Лоуренс Тейє, автор блогу Opinio Juris, проаналізував мюзикл та дійшов висновку, що Одіссей та його команда вчинили кілька дій, які можуть вважатимутися військовими злочинами згідно з Римським статутом протягом усієї історії, включно з віроломством, вбивством цивільних, тортури та страту hors de combat та піратство.

## Реакція
У перший тиждень після релізу, Сага про Трою досягла 1 мільйону прослуховувань, посівши друге місце у Billboard Cast Album Chart (після мюзиклу Hamilton) та очолив рейтинг музичних альбомів у iTunes у день випуску. З цього моменту Epic мав постійну популярність і кожна наступна сага після релізу отримувала перше місце у рейтингу альбомів тижня. Станом на грудень 2024 року, Epic мав 1.6 мільйонів слухачів у Spotify.
Epic отримав високу оцінку за емоційну глибину та розвиток персонажів, а рецензенти описують голос Рівери-Херранса як надзвичайно виразний, а історію — пронизиливо зворушливою. 
Рецензентка Еліана Ернандес описала спів Хорхе як «пристрасний», зазначивши, що він «з точністю передає сутність і складність людини, яка готова піти на все заради повернення додому до своєї дужини, сина та королівства, навіть якщо це назавжди змінить його як людину».
Вона також відзначила майстерне створення світу в альбомі та вдале скорочення оригінального матеріалу, зазначивши, що, попри творчі відступи заради стислості, пісні все одно зберігають емоційну силу. У рецензії на мюзикл сайт Xavier Newswire описав Сагу про мудрість як найкращу роботу Рівери-Херранса, відзначаючи глибину її персонажів та описуючи пісні "Love in Paradise" та "God Games" як одночасно «епічні» та «розриваючі серце».
Рецензенти також відзначили той факт, що акторський склад мюзиклу був знайдений повністю онлайн, а вся маркетингова кампанія здійснюється через соцмережі.  Еліана Ернандес сказала, що цей підхід до виробництва, заснований на соціальних мережах, «вшановує першоджерело, водночас перетворюючи історію на медіум, який звертатиметься до сучаснішої аудиторії». Рецензент Він Колде охарактеризував інтеграцію мюзиклу із соціальними мережами як унікальну та новаторську форму медіавиробництва.